# 틴에이지 뱀파이어
《틴에이지 뱀파이어》(영어: Cirque du Freak: The Vampire's Assistant)는 2009년 공개된 미국의 판타지 영화이다. 폴 와이츠가 연출하고, 브라이언 헬걸런드가 각본을 썼다. 대런 섄의 소설 대런 섄 시리즈 첫 번째 삼부작인 뱀파이어의 피(괴물 서커스단, 뱀파이어의 조수, 피의 터널)에 바탕하였다.

## 줄거리
평범한 16살 소년 대런 섄은 반항적인 친구 스티브와 함께 몰래 기형 서커스 "서크 두프리크"(Cirque du Freak, 시르크 뒤프리크)를 보러 간다. 뱀파이어광인 스티브는 단원 중 한 명인 라튼 크렙슬리가 뱀파이어 전문 서적에서 보았던 수백 살 먹은 뱀파이어임을 알아보고 그를 찾아 나선다. 스티브는 크렙슬리에게 뱀파이어로 만들어달라고 애원하지만 크렙슬리는 그의 피에서 악한 맛이 난다며 거절한다.
한편 거미광인 대런은 크렙슬리의 거미 마담 옥타에 매료되어 무대 뒤로 숨어들어갔다가 충동적으로 마담 옥타를 훔치고 만다. 마담 옥타가 사라진 것을 안 크렙슬리가 대런을 쫓기 시작하고, 대런은 신비에 싸인 데즈먼드 타이니의 도움으로 간신히 도망친다.
다음 날 대런은 마담 옥타를 학교에 가져갔다가 놓치고, 탈출한 거미는 스티브를 물어 스티브가 죽어가게 된다. 대런은 크렙슬리에게 해독제를 간청하고, 크렙슬리는 대런이 반뱀파이어로 변해 자신의 조수가 된다는 조건으로 스티브를 살려준다. 뱀파이어의 본능으로 동생을 해칠 뻔한 대런은 크렙슬리와 함께 떠나기로 결심하고, 크렙슬리는 대런의 죽음을 위장한다.
크렙슬리는 대런을 무덤에서 꺼내다가 뱀퍼니즈인 멀록에게 급습을 당한다. 뱀퍼니즈는 뱀파이어의 변종이며, 일반 뱀파이어와 달리 반드시 사람을 죽이면서 피를 섭취하는 특징을 지닌다. 크렙슬리와 대런은 간신히 도망쳐 서커스 캠프로 가고, 이곳에서 대런은 뱀 소년 에브라 본과 원숭이 소녀 리베카를 만난다.
한편 스티브는 친구를 잃은 슬픔에 자살을 시도하려다 타이니에게 뱀퍼니즈가 될 기회를 제안받는다. 이를 승낙한 스티브는 멀록의 도움으로 고등학교 교사를 살해한다. 타이니는 스티브와 대런을 대립시키기 위해 리베카와 대런의 가족을 납치하면서 대런의 가족들이 사는 집에 서커스 전단지를 남기고, 스티브에게는 대런이 네가 그렇게 되고 싶어하던 뱀파이어가 됐다고 알려주면서 너를 잊어버렸다고 속인다.
서커스 극장에서 크렙슬리와 멀록이 싸우는 동안 대런은 스티브와 맞붙지만, 대런은 그간 피를 마시길 거부하여 쇠약해진 상태이다. 리베카는 자신의 피를 대런에게 제공하고, 이를 마신 대런은 마력을 되찾는다. 크렙슬리는 멀록의 심장을 찌르고, 멀록은 죽어가며 이로써 100년간 이어져온 뱀파이어와 뱀퍼니즈 사이의 휴전은 끝이 났다고 선언한다. 타이니는 한참 싸우던 스티브와 대런을 떼어놓은 뒤 스티브를 뱀퍼니즈 지도자로 키울 생각으로 데리고 떠난다.
크렙슬리는 대런의 가족에게 최면을 걸어 그들이 겪은 일들을 잊게 만든 뒤 집으로 돌려보내고, 리베카와 대런은 키스를 나눈다. 서크 두프리크 단원으로서의 새 삶을 받아들인 대런은 관 속에서 잠이 든다.

## 출연
- 크리스 머솔리아 - 대런 섄 역
- 존 C. 라일리 - 라튼 크렙슬리 역
- 조시 허처슨 - 스티브 "레퍼드" 레너드
- 레이 스티븐슨 - 멀록 역
- 살마 하예크 - 마담 트루스카 역
- 패트릭 퓨깃 - 에브라 본브리타우 역
- 제시카 칼슨 - 리베카 역
- 마이클 서버리스 - 데즈먼드 타이니 역
- 윌럼 더포 - 개브너 펄 역
- 와타나베 겐 - 하이버니어스 톨 역
- 제인 크러카우스키 - 코마 림스 역
- 크리스틴 샬 - 거사 티스 역
- 올랜도 존스 - 알렉산더 리브스 역
- 프랭키 페이존 - 레이머스 투벨리스 역
- 모건 세일러 - 애니 섄 역
- 돈 맥매너스 - 더멋 섄 역
- 콜린 캠프 - 앤절라 섄 역
- 패트릭 브린 - 커지 씨 역

## 기타 제작진
- 배역: 조지프 미들턴
- 미술: 윌리엄 아널드
- 의상: 주디아나 머코브스키
- 세트: 데이비드 스미스